# Bazyli Kalinowski

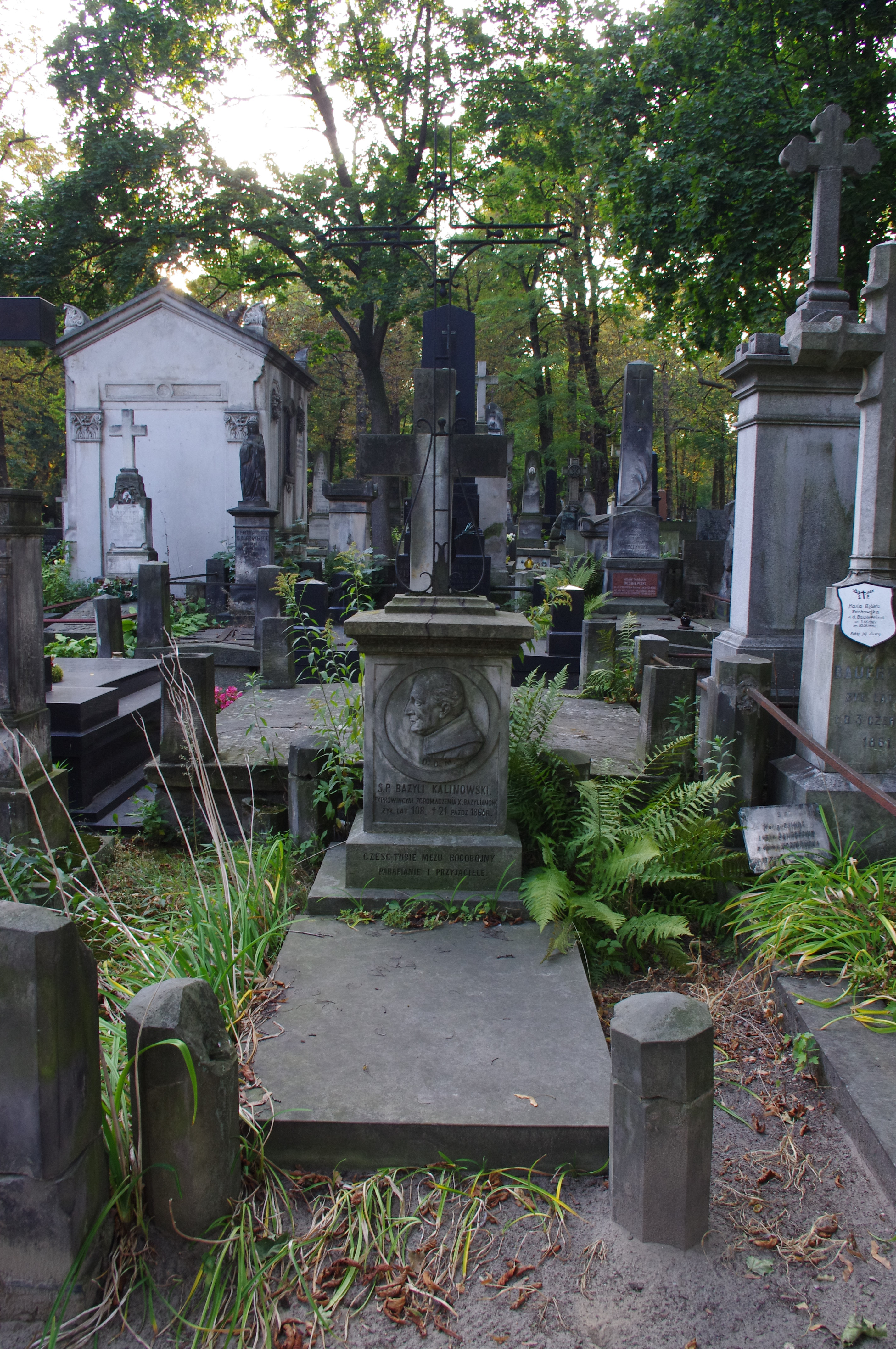
Grób Bazylego Kalinowskiego na cmentarzu Powązkowskim w Warszawie

Bazyli Kalinowski OSBM (ur. 1757, zm. 21 października 1865 w Warszawie) – ksiądz greckokatolicki, prowincjał zakonu bazylianów w Królestwie Polskim, proboszcz parafii greckokatolickiej w Warszawie. 

## Życiorys
W latach 1834–1838 był prowincjonałem Prowincji Polskiej zakonu bazylianów, jej pierwszym konsultorem i proboszczem parafii greckokatolickiej przy ul. Miodowej 16 w Warszawie.
Został pochowany na cmentarzu Powązkowskim w Warszawie (kwatera 24 rząd 1 grób 17).